# Rabih Jaber
Rabih Jaber, född 5 augusti 1987 i Libanon, är en svensk sångare som deltog i  TV4-programmet Idol 2009, där slutade han på en sjundeplats. Senare samma år deltog Jaber i dansprogrammet Let's Dance 2010 och 2014 i arabiska The Voice.
Rabih Jaber flyttade till Sverige som 2-åring med familjen. Han var bosatt i Lycksele i Lappland men när Jabers karriär tog fart flyttade han till Stockholm. Under 2010 bildade Jaber tillsammans med vännen och kollegan Eddie Razaz musikduon Rebound som den 12 april släppte sin första singel, Hurricane. I juli 2011 släpptes låten Millionaire. Musikvideon släpptes den 16 juli på Youtube och den 21 juli släpptes även singeln på den amerikanska hip hop-sidan MZ Hip Hop. 
Under 2010-2011 var Rabih Jaber barnprogramledare i TV-serien Godare än glass tillsammans med Tea Stjärne som sändes i TV4:s barnblock Lattjo Lajban.
2014 reste Rabih Jaber till Libanon för att söka till arabiska tv-programmet The Voice (Ahla Sawt) som sänds från Beirut. Han framförde I believe I can fly av R Kelly på sin audition och hamnade i team Saber el Rebai.

## Diskografi

### Singlar (solo)
- 2009 - "You Are Not Alone" (Idol)[6]
- 2011 - "Grenade"
  - 2011 - "Grenade" (Raaban feat. Rabih)
- 2011 - "Millionaire"
- 2011 - "Leave the World Behind"
- 2012 - "Om du vill se mig"
- 2013 - "Pyromanen"
- 2015 - "Habibi Hayati"
- 2016 - "Heartbeat"

### Singlar (Rebound)
- 2010 - "Hurricane"
- 2010 - "Not Helpless"
- 2011 - "Psycho"